# Геракліт і Демокріт
«Геракліт і Демокріт»  — картина італійського художника Сальватора Рози (1615 — 1673), представника Неаполітанської школи живопису.

## Потяг до мудрості у пройдисвіта
Художник Сальватор Роза зажив при житті славу пройдисвіта. Від намагався водночас писати вірші, бути актором, займатися музикою. Особа непосидюча і дещо хаотична, він навіть водив дружбу з бандитами, що мешкали в Неаполі. Сучасників Художника вражали волелюбність майстра, його сатиричні вірші, сміливі вчинки.
Але був ще й другий Сальватор Роза. Той, що завмирав від гри віртуоза-музи́ки, що радів вдалому рядку вірша і мав постійний потяг до мудрості. Саме Сальватор напише незвичні картини, серед яких «Справедливість, що віддає народу свої атрибути, меч і терези» і автопортрет з написом «Або мовчи, або кажи те, що краще за мовчання».
В Неаполі художники часто зображували давньогрецьких філософів, хоча й трактували і їх як героїв історичних анекдотів — Хосе де Рібера, Лука Джордано тощо. Але простонародні, грубі моделі в драних шатах робили їх достовірними і наближеними до сьогодення. Звернувся до зображення філософів в Сальватор Роза.

## Картина «Геракліт і Демокріт»
Художник обрав для картини дещо незвичну форму — тондо. Це геометрично точне коло. Зазвичай художники не полюбляють таку форму, вважаючи її важкою для побудови композиції. Сальватор Роза, що полюбляв ризик і раз у раз перетинав вузькі кордони в сюжетах, в куплетах пісень, в поведінці, ризикнув і цього разу.
Його Геракліт, старий і сивий дід, що гірко плаче над людською недосконалістю, їх марнуванням життя і недоліками, не приваблював жвавого художника. І він малює його понизу, приховуючи його обличчя. Куди привабливішим був для нього Демокріт. В картині художника він домінує.
Бадьорий і усміхнений, особа сильна і вольова, він дозволяв собі сміятися над глупотою людства, своїм невиправним поколінням. Це дозволяв собі і художник, коли співав ризиковані куплети на карнавалі в Римі чи відкидав геть нудну мораль обмежених міщан, дурників, крадіїв і дуреп. Можливо, художник вважав себе послідовником веселого філософа, незважаючи на відстань у декілька століть.